# Alan Clark
Alan Clark (Great Lumley, 5 marzo 1952) è un tastierista britannico, uno dei membri della rock band Dire Straits.
Dopo una brevissima esperienza nei Geordie di Brian Johnson negli anni settanta, entrò poi a far parte del gruppo guidato da Mark Knopfler in occasione dell'album Love over Gold (1982), e continuò a lavorare con i Dire Straits fino al 1995. Clark ha collaborato con Mark Knopfler anche per alcune colonne sonore, tra cui quella del film Local Hero, in cui peraltro fa una breve apparizione come comparsa nel ruolo del pianista degli "Acetones", una band scozzese. Clark ha lavorato anche con David Knopfler, il fratello di Mark, nei suoi album da solista. Ha lavorato con Gerry Rafferty, Bob Dylan, Jimmy Nail, Tina Turner, Eric Clapton. In Italia ha collaborato alla realizzazione del disco "Zero il folle" per Renato Zero nel 2019.